# 닛산 스카이라인 GT-R
닛산 스카이라인 GT-R(Nissan Skyline GT-R)은 닛산의 후륜구동 중형 세단인 닛산 스카이라인 기반 고성능 스포츠카이다.
3,4,5세대 같은 경우는 뛰어난 튜닝 포텐셜과 막강한 성능을 가진 엔진, 최첨단 4륜 구동 시스템을 갖춰 엄청난 주행 성능을 자랑하고, 코너, 직선 주로 할 것 없이 모든 코스에서 뛰어난 주행 성능을 발휘한다. 3,4,5세대 모두 우핸들 사양만 존재하며, 이 때문에 세계에서 가장 튜닝 시장의 규모가 큰 미국에서는 직수입이 불가능하다.

## 3세대 BNR32(1989~1994)

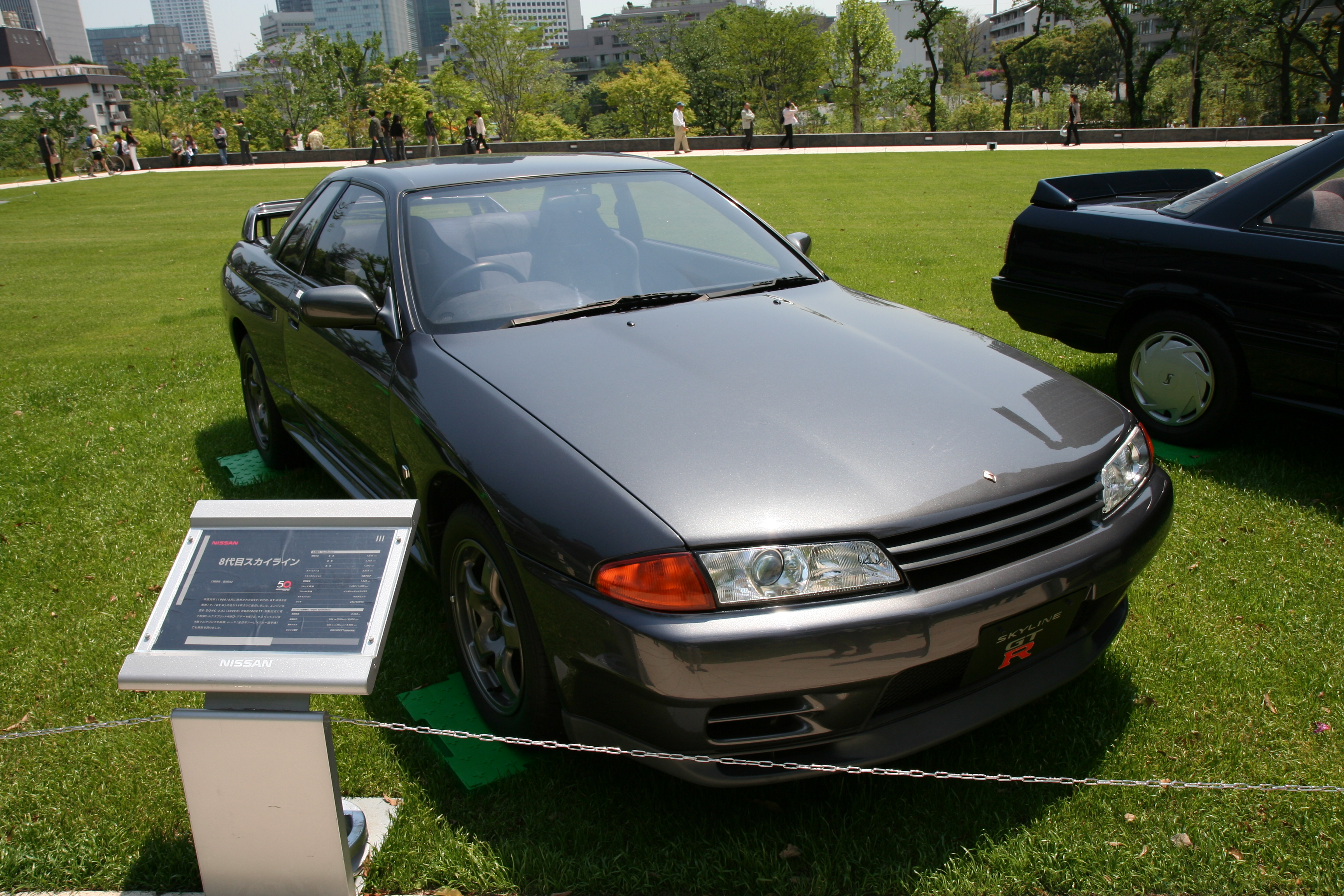
BNR32

2세대 스카이라인 GT-R이 단종 된 지 16년 후인 1989년에 출시되었다. BNR32부터 스카이라인 GT-R은 2.6리터 트윈터보 엔진인 RB26DETT, 후륜구동 기반 4륜 구동 시스템인 ATTESA-ETS, 4륜 조향 시스템인 HICAS 등 그 당시 최신형 장비들이 대거 탑재되기 시작됐다. 이 중 RB26DETT 엔진은 지금까지도 좋은 평가를 받고 있는데, 그 이유는 이 엔진은 다른 엔진들과는 다르게 엔진 블록이 주철이여서 뛰어난 내구성을 자랑하기 때문이다. 튜닝 포텐셜 또한 뛰어나서 부스트업 등 가벼운 튜닝으로도 100마력 이상 씩 끌어올릴 수 있다. JGTC, 그룹 A 투어링카 챔피언쉽, 24시간 내구 레이스 등 여러 레이스에 출전해서 29전 29승이라는 엄청난 기록을 세워 이 때부터 스카이라인 GT-R은 "불패신화의 R"이라는 별명을 얻게 되었다. 다만 BNR32는 스카이라인 GT-R의 초창기 모델이라 무게 배분이 앞으로 쏠려있다는 단점이 있다. 이니셜 D에서는 나가자토 타케시와 "사신" 호죠 린의 차량으로 등장하였으며, 완간 미드나이트에서는 아카기와 레이나의 차량으로 등장하였다. 

## 4세대 BCNR33(1995~1998)

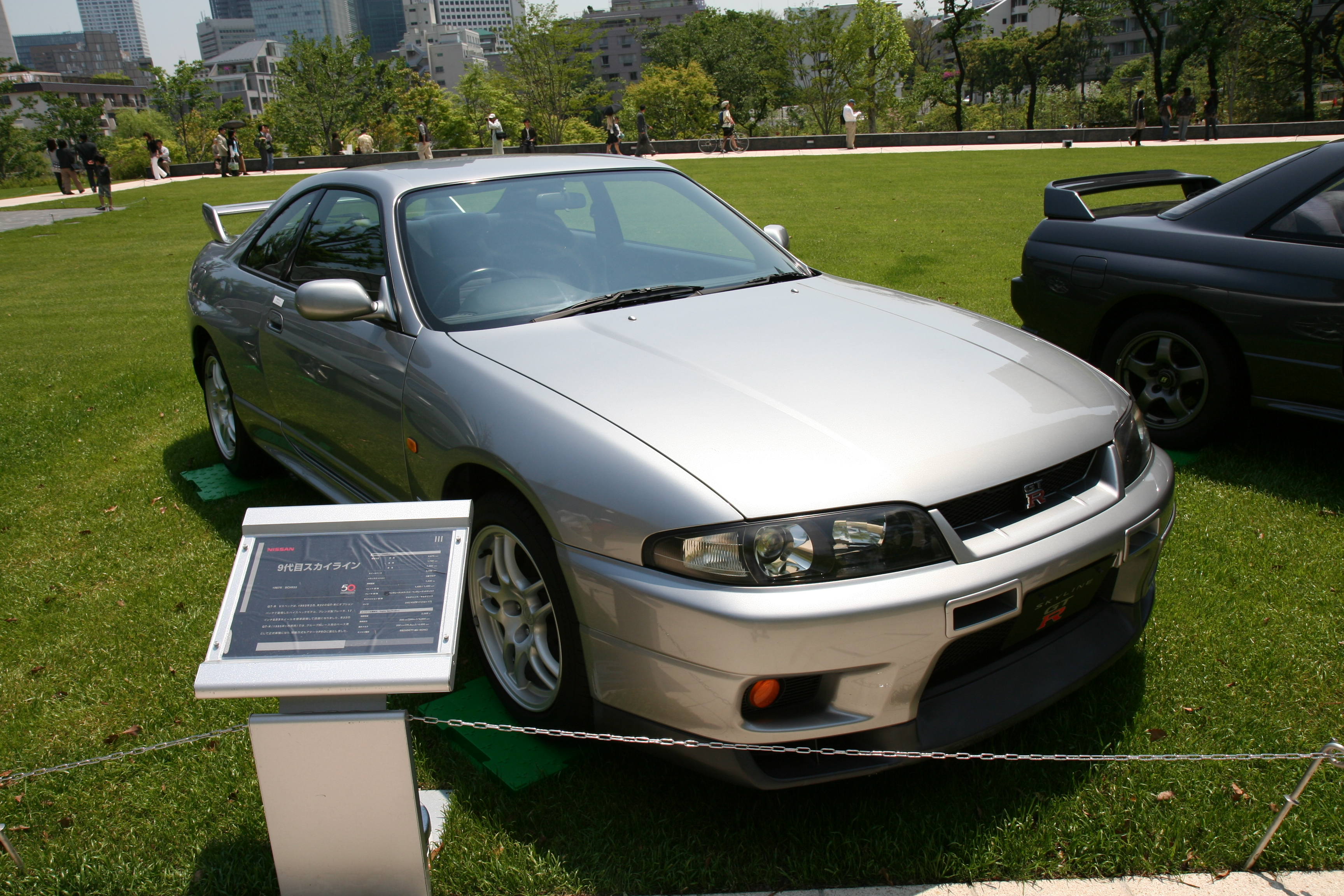
BCNR33

각진 디자인의 전세대와는 다르게 곡선 위주의 디자인을 채택하였다. 전작인 BNR32보다 차체가 더 길고 무거워졌는데, 이로 인한 둔감한 조종성으로 많은 비판을 받았다.이 때문에 BCNR33에 대한 시장의 평가는 상당히 안 좋았으며, 다른 스카이라인 GT-R에 비해 중고가도 비교적 낮다. 그러나 길어진 휠베이스 덕분에 BNR32보다 뛰어난 고속 주행 안정성을 자랑한다. 그래서 고갯길 배틀을 다룬 이니셜 D에서는 등장하지 않았지만 고속도로 레이싱을 다룬 완간 미드나이트에서는 등장하였다. 뿐만 아니라 무게 배분의 개선과 신형 SUPER HICAS, 액티브 LSD 등의 탑재로 오히려 차체는 BNR32보다 크고 무거워졌지만, 언더스티어 성향은 줄어들었다. 참고로 BCNR33 스카이라인 GT-R은 일본 차 최초로 뉘르부르크링 랩타임 7분대를 기록한 차이고, 스카이라인 GT-R 최초로 운전석 에어백이 장착된 모델이다. 완간 미드나이트에서 쿠로키 타카유키의 차량으로 등장하였다.

## 5세대 BNR34(1999~2002)

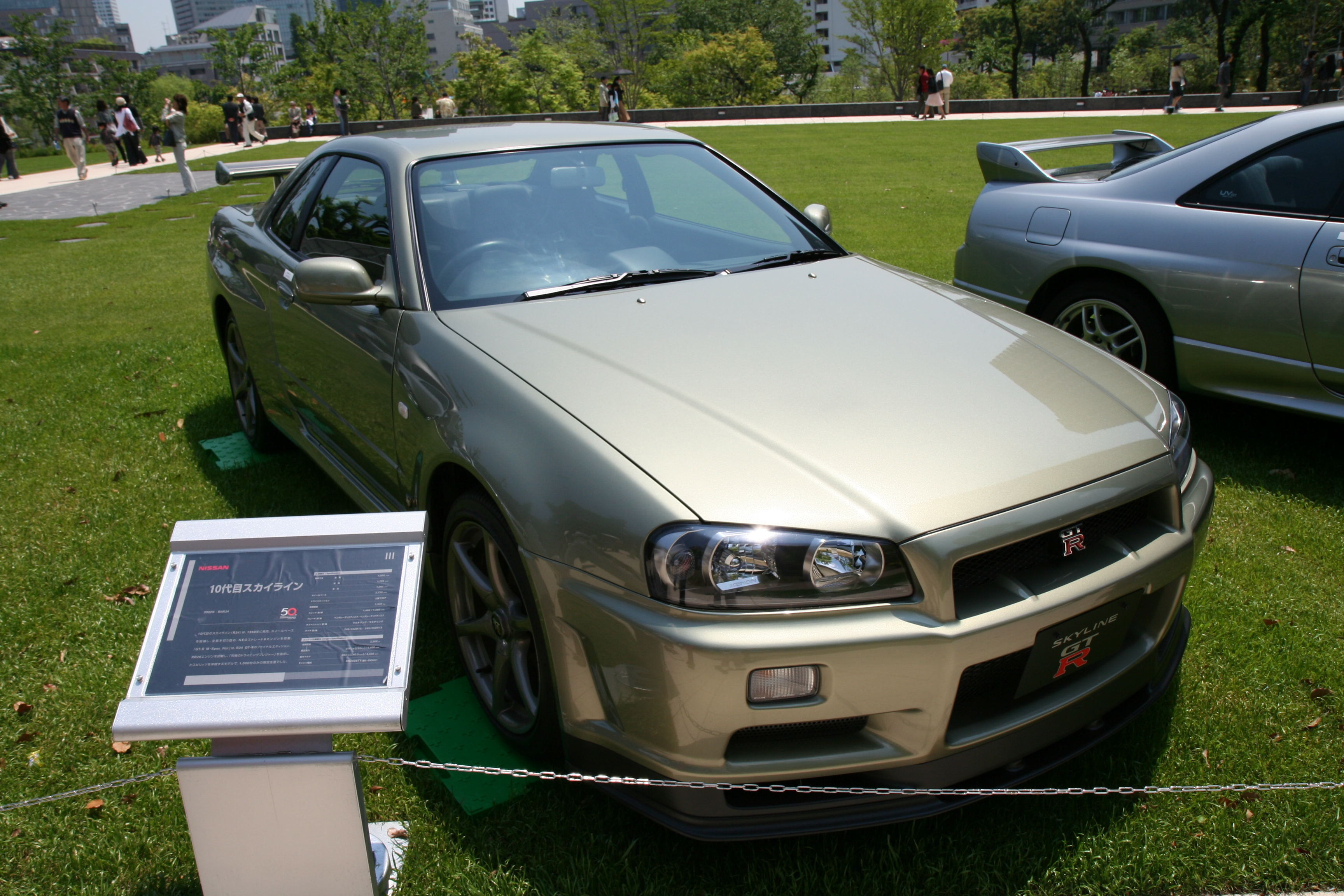
BNR34

BNR32처럼 각지고 남성적인 디자인을 채택하였으며, BCNR33보다 전장과 축거는 더 줄어들었지만, 전폭은 더 넓어졌다. 파워트레인은 업그레이드되지는 않았지만, 전작인 BCNR33보다 컴팩트해진 차체 덕분에 BCNR33보다 기동성이 좋아졌다. 특징으로는 차량의 상태를 알려주는 트립 컴퓨터가 탑재되었고, 리어 디퓨저와 V-Spec II 트림 한정 카본 재질의 본닛이 장착되었다. 2002년, 배기가스 규제를 통과하지 못해 단종되었다. 이로 인해 BNR34는 최후의 스카이라인 GT-R이되었다. 이니셜 D에서는 "신의 발" 호시노 코죠의 차량으로 등장하였으며, 완간 미드나이트에서는 K-Racing의 간판차로 잠깐 등장하였다. 분노의 질주 시리즈에서는 폴 워커의 차량으로 등장하였다. 분노의 질주의 영향인지는 몰라도 역대 스카이라인 GT-R 중 가장 중고가가 가장 높다. 곧 있으면 미국에서 R34의 직수입 제한이 풀리기 때문에 중고가가 오르는 추세이다.
1. ↑  사실 스카이라인 GT-R은 스카이라인의 고성능 트림이지만 BMW의 M3처럼 별도의 모델로 분리되어 있다.
2. ↑  영국, 홍콩, 호주 같은 일본처럼 우핸들/좌측통행 국가로만 수출되었다.
3. ↑  한 때 MOTOREX라는 미국의 자동차 직수입 업체가 2000년대 초중반 경에 직수입을 한 적이 있으나, 해당 업체가 일으킨 문제들로 인해 얼마 못 가 직수입이 금지되었다.
4. ↑  미국 같은 경우 자동차를 직수입하려면 해당 차량이 출시된 지 25년이 지나야 한다. 그렇기 때문에 BNR32와 BCNR33은 직수입이 허용됐지만, 아직 BNR34는 불가능한 상태이다. 반면에 바로 윗나라인 캐나다는 15년 정도로 미국보다 상대적으로 널널한 편이다.
5. ↑  뒷바퀴의 슬립이 감지되면 후륜의 구동력을 줄여 뒷바퀴의 슬립을 방지하는 특이한 로직을 가지고 있다. 복잡한 구조로 인해 스카이라인 GT-R 시리즈들이 무거운 공차중량을 가지게 되는 원인이 된다. 후속격 모델인 GT-R(R35)에도 장착되었다.
6. ↑  당시에는 잔고장이 많아 사후에 제거하는 오너들이 많았다고 한다.
7. ↑  이 덕분에 GT-R 시리즈들은 막강한 성능과 뛰어난 주행감각을 가지게 되었다. 심지어 호주의 자동차 전문지 "Wheels"는 GT-R에게 "고질라"라는 별명을 붙여주었다.
8. ↑  엔진 내구성이 얼마나 뛰어나냐면, 출력을 무려 1000마력 이상까지 끌어올릴 수 있다. 엔진보다 과급기가 먼저 망가진다는 말이 있을 정도. 해외에서는 대부분 1000마력까지 튜닝을 하며, 종종 다른 차량에 이 엔진이 스왑되기도 한다.
9. ↑  이때문에 BNR32는 역대 스카이라인 GT-R 시리즈 중 가장 언더시티어 성향이 강하다. 후대 모델들은 무게 배분율을 개선해 언더스티어 성향이 많이 줄어들었다.
10. ↑  두 차량 모두 1994년에 출시된 V-Spec II 모델이다.
11. ↑  하필 광고에 "최신의 GT-R이 최강의 GT-R"이라는 슬로건을 내걸어 더 까였다(...)
12. ↑  BCNR33 스카이라인 GT-R 뿐만 아니라 원판인 R33 스카이라인 자체가 전작인 R32 스카이라인보다 차체가 더 크고, 길고, 무거워졌다. R33 스카이라인은 스포츠카가 아닌 세단인지라 이 부분에 대해서 딱히 비판 받지는 않았다. 오히려 실내 공간이 넓어져 쾌적해졌다는 평을 받았다.
13. ↑  일본의 자동차 잡지인 베스트 모터링에서 닛산에게서 제공 받은 순정 GT-R과 출연자인 츠치야 케이이치가 사비로 구입한 GT-R으로 츠쿠바 서킷 배틀을 했는데, 닛산 측에서 제공 받은 GT-R은 1등을 한 반면, 츠치야의 GT-R은 꼴찌를 했다 알고 보니 순정이라고 제공 받았던 GT-R은 사실 하부 튜닝이 된 차량이었던 것. 안 그래도 안 좋은 평가를 받던 R33이었는데, 이것 때문에 더더욱 까였다(...)
14. ↑  정확히는 7분 59초. 그래서 광고에 "마이너스 21초의 로망"이라는 슬로건을 내걸었다.
15. ↑  R33 스카이라인 또한 스카이라인 시리즈 최초로 운전석 에어백이 장착되었다.
16. ↑  동시에 처음이자 마지막으로 6단 수동변속기를 장착한 스카이라인 GT-R이 되었다. 같은 이유로 S15 실비아도 실비아 시리즈 처음이자 마지막으로 6단 수동변속기를 장착한 실비아가 되었다.
17. ↑  애니메이션과 아케이드 스테이지 시리즈에서는 2002년에 750대 한정으로 발매된 V-Spec II Nür이 등장하지만 원작 만화는 이보다 한 단계 아래 그레이드인 V-Spec II가 등장한다.
18. ↑  V-Spec. 후에 영화 촬영에 사용된 폴 워커의 GT-R은 10억원에 경매되었다.